# آنا دي خيسوس
آنا دي خيسوس (بالإسبانية: Ana de Jesús)‏ هي كاتِبة وراهبة ومؤلفة إسبانية، ولدت في 5 ديسمبر 1545 في ميدينا ديل كامبو في إسبانيا، وتوفيت في 4 مارس 1621 في بروكسل في بلجيكا.